# خالخه‌غول
شهرستان خالخه‌غول یا خالخ‌غول (به زبان مغولی: Халхгол сум، [Xalxgol sum]؛ ᠬᠠᠯᠬ᠎ᠠ ᠭᠣᠣᠯ ᠰᠤᠮᠤ، [qalq-a ɣoul sumu]) یک شهرستام (سُوم)  در مغولستان است که در استان دارناد واقع شده‌است. خالخگول ۲۸٬۰۹۳ کیلومتر مربع مساحت و ۳٬۴۵۴ نفر جمعیت دارد.

## تقسیمات اداری
شهرستان خالخه‌غول متشکل از ۳ قصبه (باغ) می‌باشد، شامل:
- تاشغای (مغولی: Ташгай баг، [Tašgaj bag]؛ ᠲᠠᠰᠢᠭᠠᠢ ᠪᠠᠭ، [tašiɣai baɣ])
- چوغت‌سومبِر (مغولی: Цогтсүмбэр баг، [Cogtsümber bag]؛ ᠴᠣᠭᠲᠤ ᠰᠦᠮᠪᠦᠷ ᠪᠠᠭ، [čoɣtu sümbür baɣ])
- یالالت (مغولی: Ялалт баг، [Jalalt bag]؛ ᠢᠯᠠᠯᠲᠤ ᠪᠠᠭ، [ilaltu baɣ])